# Maui
Maui ([ˈmaʊ.i] ili [ˈmɐwwi]) ime je jednog od havajskih otoka, poznatog i pod nadimkom Otok dolinâ. To je 17. otok po veličini u SAD-u. Godine 2010., na Mauiju je živjelo 144 444 ljudi. Najveće naselje na otoku je Kahului, dok su druga značajna mjesta Wailuku, Pukalani i Lahaina.
Prema drevnoj legendi, otok je dobio ime po Mauiju, koji je bio najstariji sin Hawaiiloe, a koji je nazvan po junaku Māuiju. Prije nego što je kralj Kamehameha I. Veliki ujedinio sve havajske otoke u Kraljevinu Havaju, Mauijem su vladali poglavice, od kojih je najslavniji bio Piʻilani, koji je dao sagraditi veliki hram. Prvi Europljanin koji je vidio Maui bio je kapetan James Cook, 26. studenog 1778., dok je prvi stranac koji je posjetio Maui bio Jean-François de Galaup.